# Ів Арден
Ів Арден (англ. Eve Arden; 30 квітня 1908 — 12 листопада 1990) — американська акторка, володарка премії «Еммі», а також номінантка на «Оскар» у 1946 році.

## Життєпис

### Кар'єра
Юніс Мері Кеденс, що стала відомою як Ів Арден, народилася 30 квітня 1908 в невеликому місті Мілл-Валлі в Каліфорнії в сім'ї Люсіль і Чарльза Кеденс, які розлучилися коли вона була ще дитиною. У 16 років Юніс кинула школу і вступила в одну з театральних труп. У 1929 році вона дебютувала в кіно в невеликій ролі у фільмі «Музика любові», який став одним з перших успішних, знятих компанією «Columbia». Її дебют на Бродвеї відбувся в 1934 році в одній з постановок «Шаленості Зігфельда».
Її активна кар'єра в кіно почалася в 1937 році, після ролі Ів Арден у фільмі «Двері на сцену». Ця роль стала досить успішною, після якої їй стали пропонувати нові ролі в кіно. У наступні роки вона знялася в таких популярних фільмах, як «Дівчата Зігфельда» (1941) і «Дівчина з обкладинки» (1941), з Ритою Хейворт в головній ролі. У 1945 році Арден зіграла одну з своїх найзнаменитіших ролей — Іду Корвін у фільмі «Мілдред Пірс», за яку вона була номінована на «Оскар» за найкращу жіночу роль другого плану.
У акторки також була успішна кар'єра на радіо, де вона була виконавицею ролі шкільної вчительки Конні Брукс в радіопостановці «Наша міс Брукс» з 1948 по 1957 рік. Потім, з 1952 по 1956 рік, вона виконувала ту саму роль в телевізійному серіалі, за яку отримала премію «Еммі», і в кіноверсії в 1956 році. Цей її персонаж був настільки популярним, що в 1952 році Арден стала почесним членом Американської асоціації освіти.
Арден багато знімалася і на телебаченні. У неї були ролі в телесеріалах «Чаклунка», «Великі вистави», «Еліс» і «Човен кохання». Водночас вона продовжувала грати і на театральній сцені, виконавши головні ролі в постановках «Гелло, Доллі!» І «Тітонька Маме», а в 1967 році була удостоєна премії Сари Сиддонс за роботу в театрах Чикаго.
У 1985 році акторка опублікувала свою автобіографію — «Три фази Ів». Її внесок у кіно був відзначений зіркою на Голлівудській алеї слави по Голлівуд-бульвар 6714, а за внесок у радіо вона введена в Радіо хол слави.

### Особисте життя
З 1949 по 1957 рік Ів Арден була одружена з Недом Бергеном. У 1952 році вона вийшла заміж за Брукса Веста, який помер в 1984 рік. Акторка народила від Брукса чотирьох дітей.
Померла від раку в своєму будинку в Лос-Анджелесі 12 листопада 1990 у віці 82 років, похована на кладовищі Вествуд.

## Нагороди
- «Еммі» 1953 — «Найкраща акторка в комедійному серіалі» («Наша міс Брукс»)

## Вшанування пам'яті
Її ім'я вибите на Алеї Слави у Голлівуді.

## Фільмографія
- 1933: Танцююча леді / Dancing Lady
- 1939: У цирку / At the Circus — Пірлес Полін
- 1942: Обов'язок молодої леді / Obliging Young Lady — «Спайк»
- 1944: Дівчина з обкладинки — Корнелія Джексон
- 1945: Мілдред Пірс / Mildred Pierce — Іда Корвін
- 1951: Прощай, моя примха / Goodbye, My Fancy — міс «Вуді» Вудс
- 1951: Два квитки на Бродвей / Two Tickets to Broadway — Showgirl
- 1952: Ми не одружені! / We're Not Married! — Кетті Вудраф
- 1959: Анатомія вбивства / Anatomy of a Murder — Мейда Ратледж
- 1965: Сержант Мертва Голова / Sergeant Deadhead — лейтенант Кінсі
- 1978: Бріолін / Grease — директор Грета МакДжі